# باشگاه فوتبال المپیک تاشکند
باشگاه فوتبال المپیک تاشکند یک باشگاه فوتبال ازبکستانی در شهر تاشکند است. این تیم در سال ۲۰۲۱ تاسیس شده و اکنون در لیگ برتر فوتبال ازبکستان بازی می‌کند.